# Freilichtmuseum Vorau
Das Freilichtmuseum Vorau („Museumsdorf Vorau“) in Vorau in der Steiermark zeigt historische Bauernhäuser mit Nebengebäuden sowie historische Gegenstände des Alltags.

## Museum
Auf dem knapp 1 ha großen Areal des Freilichtmuseums sind alte Bauwerke aus dem ländlichen Raum, die überwiegend in der östlichen Obersteiermark abgetragen wurden, originalgetreu wieder errichtet worden. Der Bestand, der einen zentralen Platz umschließt, umfasst etwa zwanzig Objekte, darunter einen Bauernhof, zahlreiche Nebengebäude und Feldkästen, eine Mühle, eine Schmiede und mehrere Waldarbeiterhütten. Die Häuser werden durch alte Einrichtungsgegenstände und bäuerliches Werkzeug ergänzt.

## Sammlungen
Neben den Gebäuden zeigt das Freilichtmuseum alte Gerätschaften, Maschinen und Werkzeuge von immer seltener werdenden Handwerksberufen: Zimmerer, Tischler, Fassbinder, Wagner, Schuster, Hafner, Leinenweber, Sattler, Seiler, Binder, Schindelmacher und Buchdrucker. Weiters sind eine historische ärztliche Hausapotheke, alte chirurgische Geräte aus dem Krankenhaus Vorau und eine komplett eingerichtete Dentistenordination zu sehen.

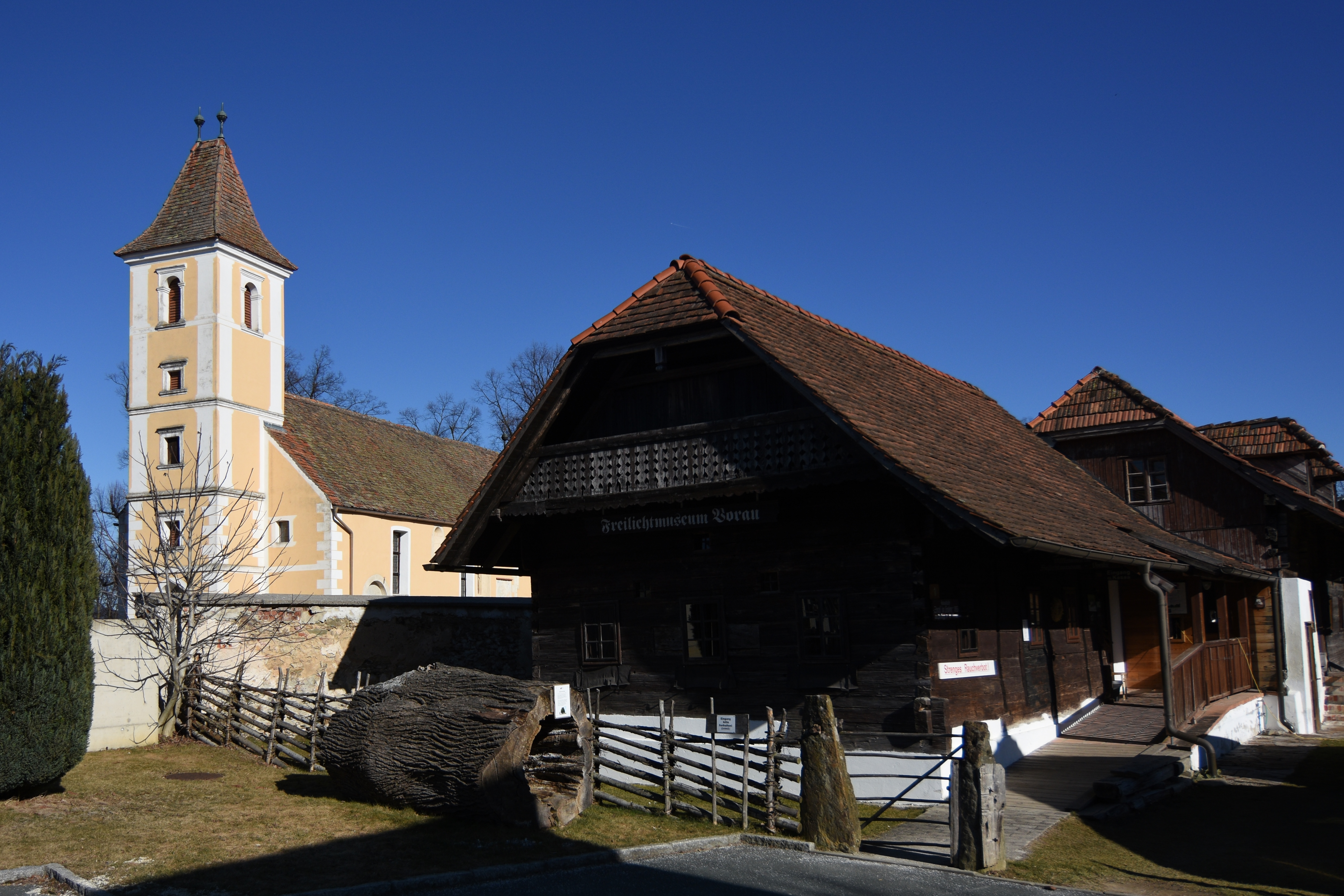
Eingang zum Freilichtmuseum
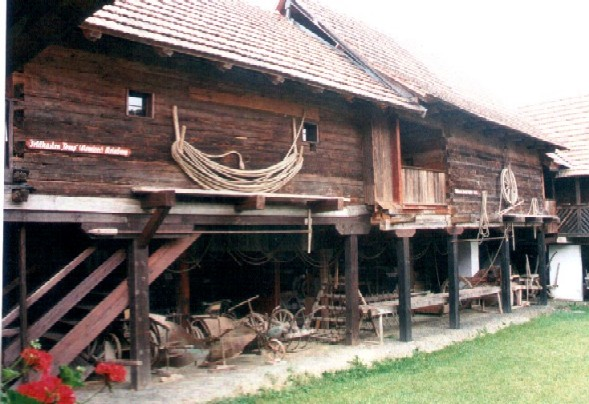
Nebengebäude mit zahlreichen Sammlungen
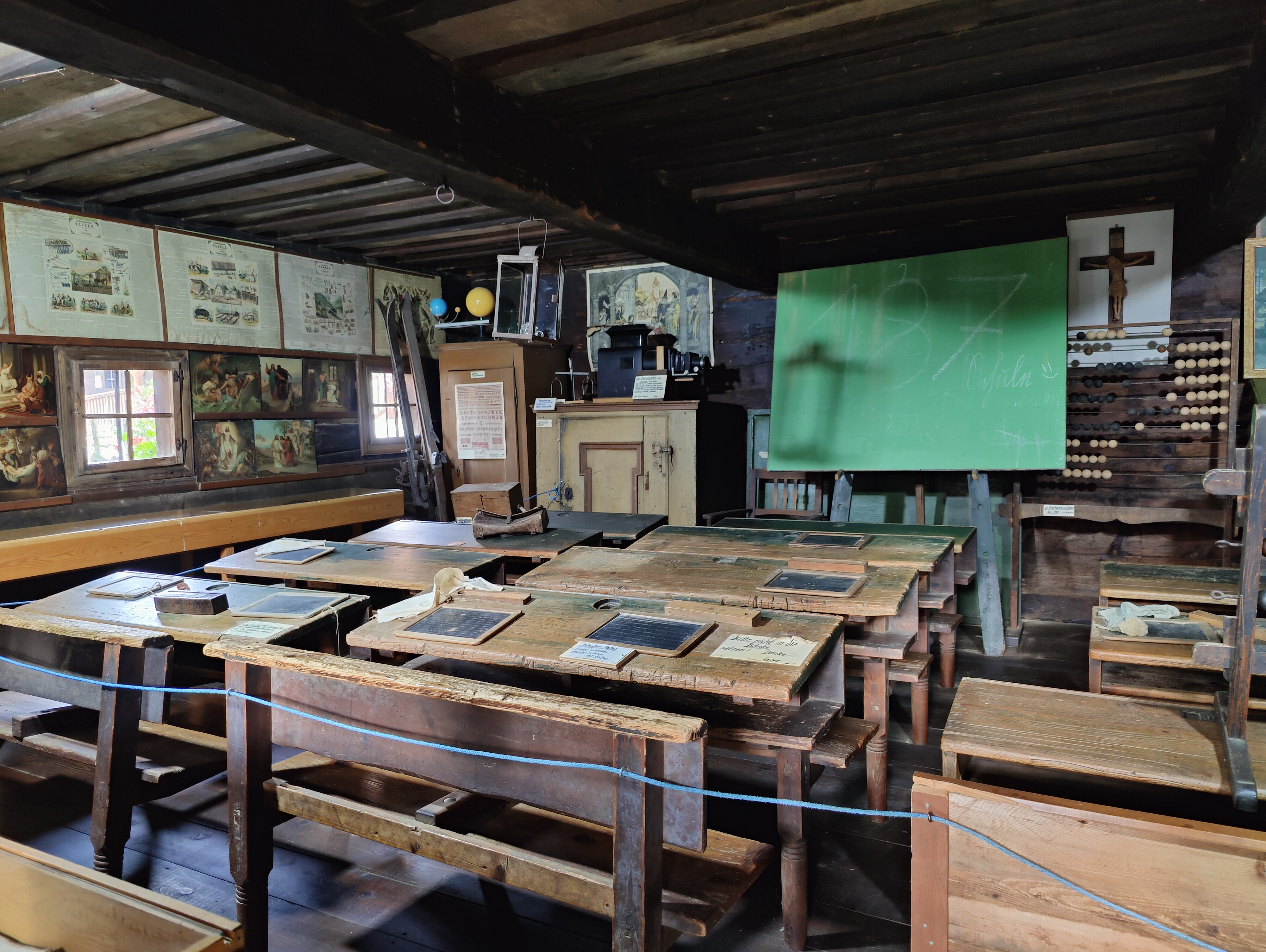
Klassenzimmer der Dorfschule
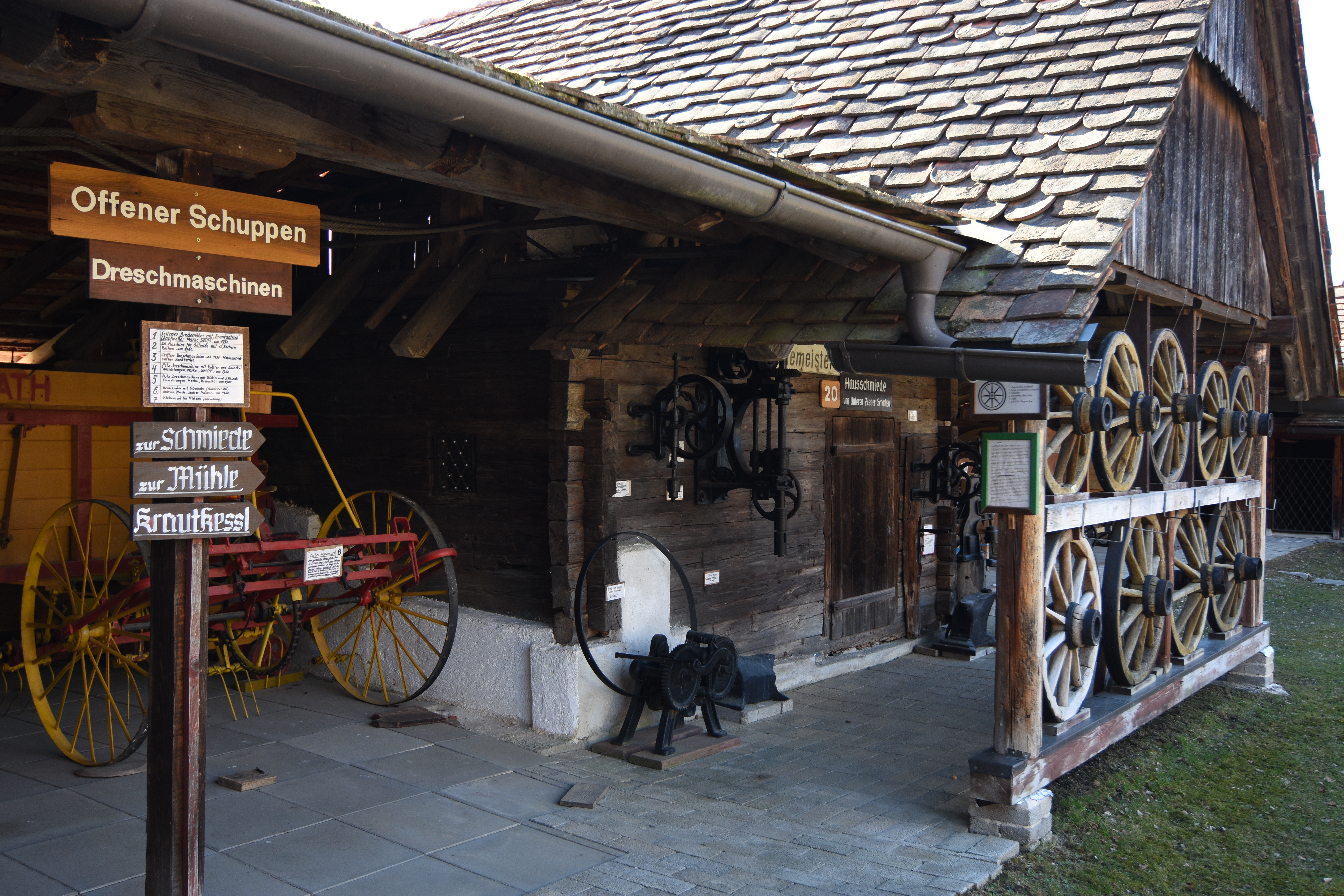
Die Schmiede

## Geschichte
Das 1979 gegründete Freilichtmuseum ist heute das zweitgrößte Museum der Steiermark. Es wird von einem Verein geführt.